# Daihatsu Move
 (décembre 2023).
Si vous disposez d'ouvrages ou d'articles de référence ou si vous connaissez des sites web de qualité traitant du thème abordé ici, merci de compléter l'article en donnant les références utiles à sa vérifiabilité et en les liant à la section « Notes et références ».

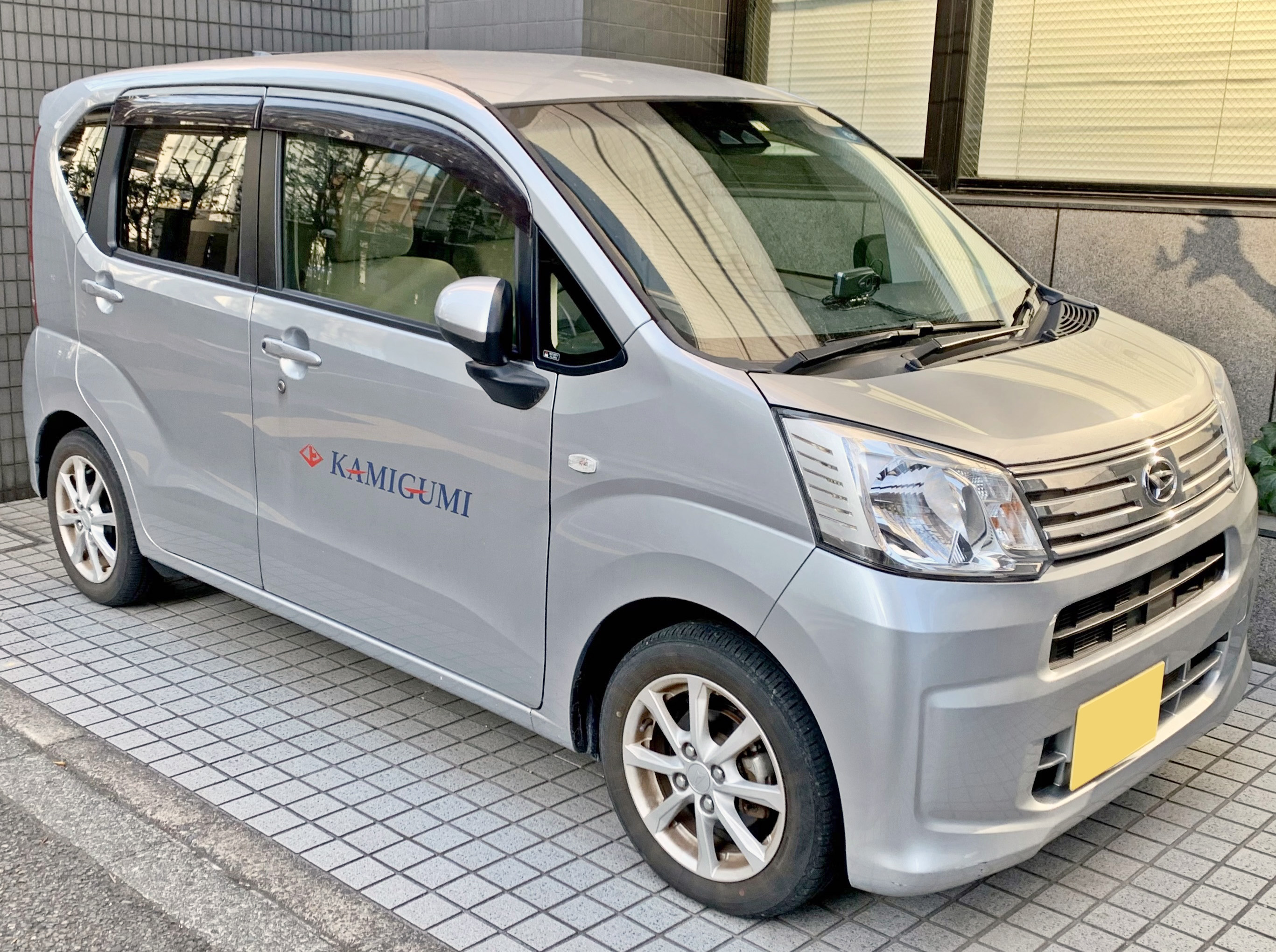

La Daihatsu Move est une keijidosha, catégorie de voitures japonaises très petites. Elle a rencontré un grand succès au Japon, dès le début de sa commercialisation.
Ce modèle est produit au Japon depuis août 1995. La première génération était dessinée par le designer italien Giorgetto Giugiaro. Les deux premières générations furent exportées sur le continent européen avec quelques modifications (volant à gauche, moteurs...). À partir de la troisième génération, le Move n'est plus vendu qu'au Japon. Le modèle actuel, lancé en octobre 2010, est encore inscrit au catalogue du constructeur. 
Depuis 2000, le constructeur malaisien Perodua assemble un petit modèle appelé le Kenari, dérivé de la Daihatsu Move. Idem pour Subaru et son Stella depuis 2006.
Sur la base de la Move, Daihatsu a développé la Move Latte, qui n'est plus produite, et la Move Conte, lancée en septembre 2008.

## Move1regénération(L601)
Le Daihatsu Move est commercialisé depuis août 1995 au Japon. Pour l'Europe, le moteur est un 3 cylindres-12 soupapes à injection électronique type ED-20. Il repose sur la plateforme de la Mira/Cuore de 4e génération lancée en 1994 et remplace la Domino dans la gamme française à partir de novembre 1997. Le Move est proposé en deux niveaux de finition, S et X (idem + vitres avant électriques, pré-équipement radio et enjoliveurs de roues). Plus haut que large, il s'avère très sensible au vent latéral. L'accès au coffre se fait par l'intermédiaire d'une porte s'ouvrant de la gauche vers la droite.

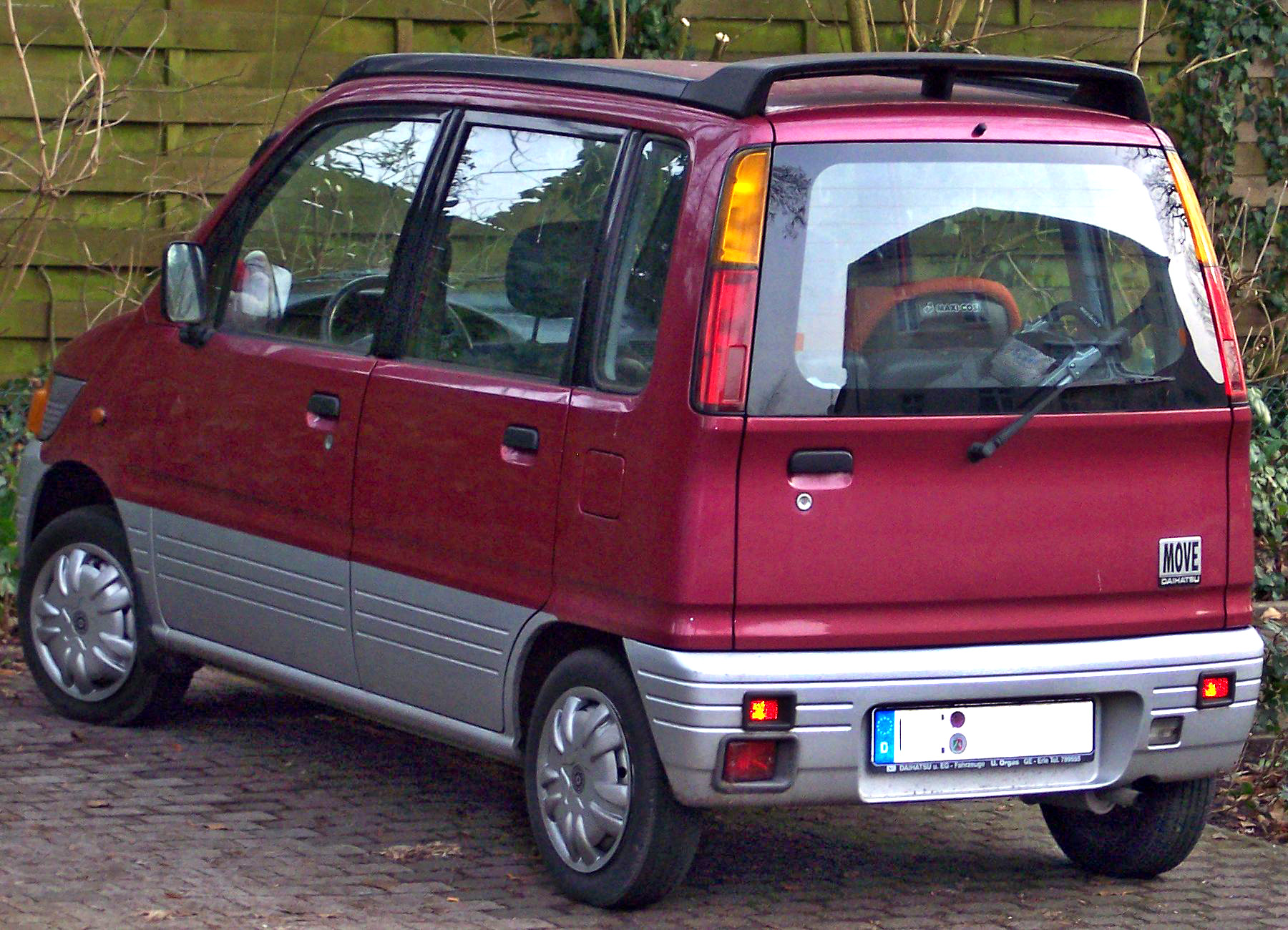

## Move 2nde génération (L901)
Le nouveau Move est lancé en octobre 1998 au Japon (L900S/L910S), puis arrive en Europe quelques mois plus tard équipé d'un nouveau moteur de 1 litre de cylindrée (type EJ-DE). Il est commercialisé en France à partir de juillet 1999. La dotation de base (S) est déjà riche puisque disposant des vitres électriques, du verrouillage centralisé des portes ou des airbags conducteur et passager. La finition supérieure (X) y ajoute seulement la climatisation mais est également proposée avec une boîte automatique, obligatoirement couplé à l'ABS (Pack Auto). Malheureusement, à l'instar de la précédente génération, il se vend peu (55 en 1999, 138 en 2000) comparé à son concurrent, le Suzuki Wagon R+. Il est retiré du catalogue en janvier 2002.